# 张金锁
张金锁（1949年—），河北武安人，汉族，中华人民共和国政治人物、第十一届全国人民代表大会吉林地区代表。
毕业于吉林省委党校党政管理专业，是中共党员。担任吉林省人民检察院检察长。2008年起担任全国人大代表。